# لس کلنشا
لس کلنشا (انگلیسی: Les Clenshaw؛ 29 September 1905 – ۱۹۸۵ (۸۰−۸۱ سال)) بازیکن فوتبال بود.
از باشگاه‌هایی که در آن بازی کرده‌است می‌توان به باشگاه فوتبال بارو اشاره کرد.